# Episodi di Workaholics (quarta stagione)
La quarta stagione della serie televisiva Workaholics, composta da 13 episodi, è stata trasmessa negli Stati Uniti, da Comedy Central, dal 22 gennaio al 16 aprile 2014.
In Italia è stata trasmessa su Comedy Central dal 27 febbraio al 20 marzo 2024.
| n° | Titolo originale                                                        | Titolo italiano                                                               | Prima TV USA     | Prima TV Italia  |
| -- | ----------------------------------------------------------------------- | ----------------------------------------------------------------------------- | ---------------- | ---------------- |
| 1  | Orgazmo Birth                                                           | Parto orgasmico                                                               | 22 gennaio 2014  | 27 febbraio 2024 |
| 2  | Fry Guys                                                                | Frittura di pesce                                                             | 29 gennaio 2014  | 28 febbraio 2024 |
| 3  | Snackers                                                                | Ocean's Snack                                                                 | 5 febbraio 2014  | 29 febbraio 2024 |
| 4  | Miss BS                                                                 | Miss BS                                                                       | 12 febbraio 2014 | 1º marzo 2024    |
| 5  | Three and a Half Men                                                    | Tre uomini e mezzo                                                            | 19 febbraio 2014 | 5 marzo 2024     |
| 6  | Brociopath                                                              | La confraternita                                                              | 26 febbraio 2014 | 6 marzo 2024     |
| 7  | We Be Clownin'                                                          | Clown                                                                         | 5 marzo 2014     | 7 marzo 2024     |
| 8  | Beer Heist                                                              | Colpo al birrificio                                                           | 12 marzo 2014    | 8 marzo 2024     |
| 9  | Best Buds                                                               | Best Buds                                                                     | 19 marzo 2014    | 12 marzo 2024    |
| 10 | Time Chair                                                              | Poltrona a tempo                                                              | 26 marzo 2014    | 13 marzo 2024    |
| 11 | The One Where the Guys Play Basketball and Do the "Friends" Title Thing | Quello in cui i ragazzi giocano a basket e fanno come nei titoli di "Friends" | 2 aprile 2014    | 14 marzo 2024    |
| 12 | DeputyDong                                                              | Il gamer col distintivo                                                       | 9 aprile 2014    | 19 marzo 2024    |
| 13 | Friendship Anniversary                                                  | Amiciversario                                                                 | 16 aprile 2014   | 20 marzo 2024    |